# Скаковка (Житомирская область)
Ска́ковка (укр. Скаківка) — село на Украине, основано в 1593 году, находится в Бердичевском районе Житомирской области.
Код КОАТУУ — 1820885801. Население по переписи 2001 года составляет 467 человек. Почтовый индекс — 13326. Телефонный код — 4143. Занимает площадь 2,087 км².

## Адрес местного совета
13326, Житомирская область, Бердичевский р-н, с. Скаковка, ул. Ленина, 26

## История
Первые сведения о селе относятся к 1593 году. По преданию Скаковка со всех сторон была окружена лесами, которые просто кишили различными злодеями. Они нападали на прохожих, которые шли из Бердичева в Червоное. И люди старались как можно быстрее «проскочить» лес, где расположено село Скаковка.
По состоянию на 1885 год в бывшем собственническом селе Солотвинской волости Житомирского уезда Волынской губернии проживало 260 человек, 38 дворовых хозяйств, существовали православная церковь, школа, постоялый дом, водяная мельница.
По переписи 1897 года количество жителей возросло до 565 человек (295 мужского пола и 270 — женского), из которых 530 — православной веры.